# مسييه 85

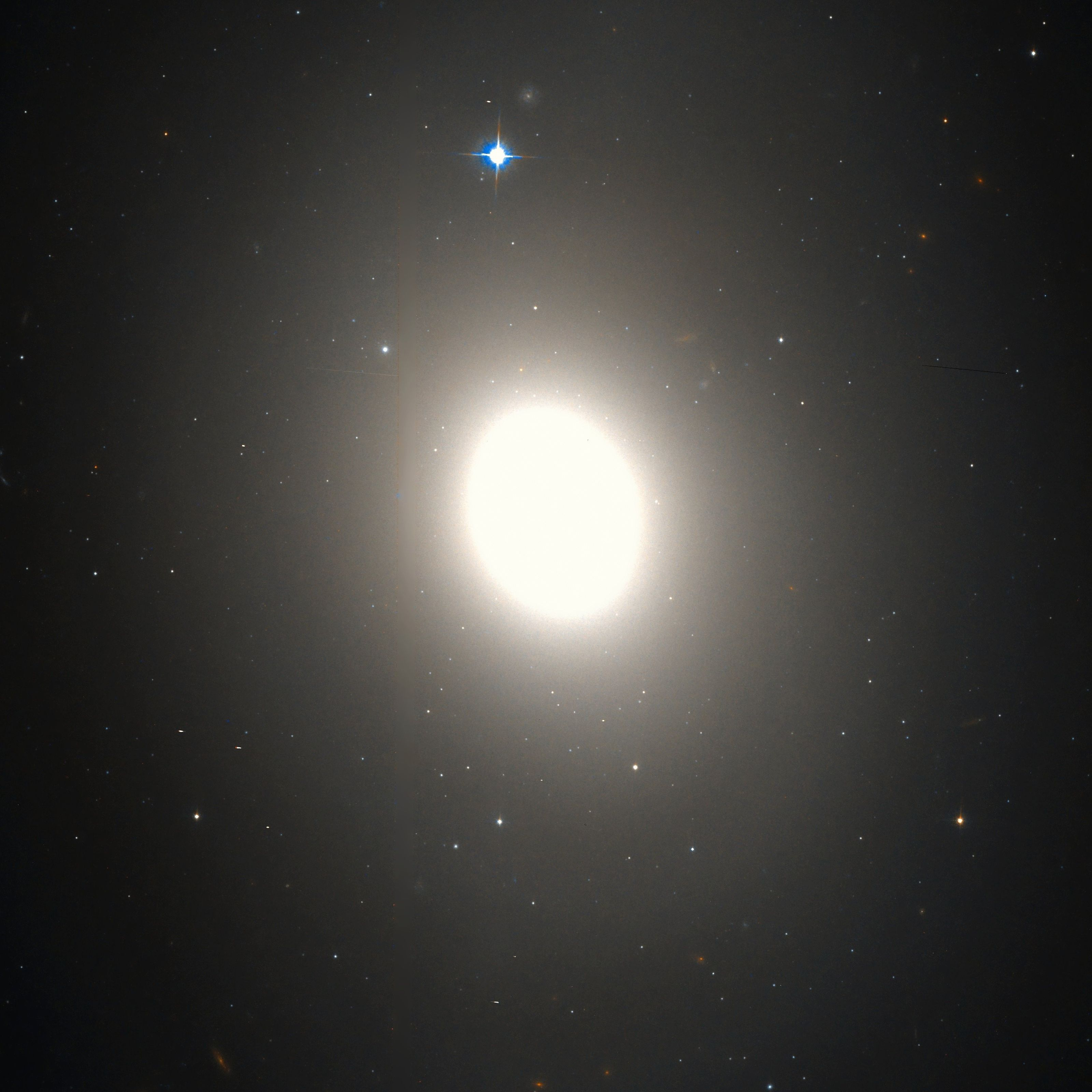

مسييه 85 أو م85 (بالإنجليزية : Messier 85 أو M85 or NGC 4382) هي مجرة محدبة - أي في شكل العدسة- من نوع type S0 وتوجد في كوكبة الهلبة. تبعد نحو 60 مليون سنة ضوئية عن المجموعة الشمسية ويشكل بذلك الجرم السماوي الذي شاهده شارل مسييه ووضعه في الترتيب 94 بالنسبة إلى بعده عنا. ويبلغ قطر القرص مسييه 85  نحو 125.000 سنة ضوئية.
اكتشفها بيير ميشان عام 1781. وتوجد في المنطقة الشمالية من تجمع مجرات العذراء، تلك المجموعة التي اكتشفت عام 2004.
اكتشف في 20 ديسمبر 1960 في مجرة مسييه 85 مستعر أعظم من نوع type I supernova حدث لأحد نجومه، وصلت درجة لمعانه 7و11 قدر ظاهري وسمي المستعر 1960R.

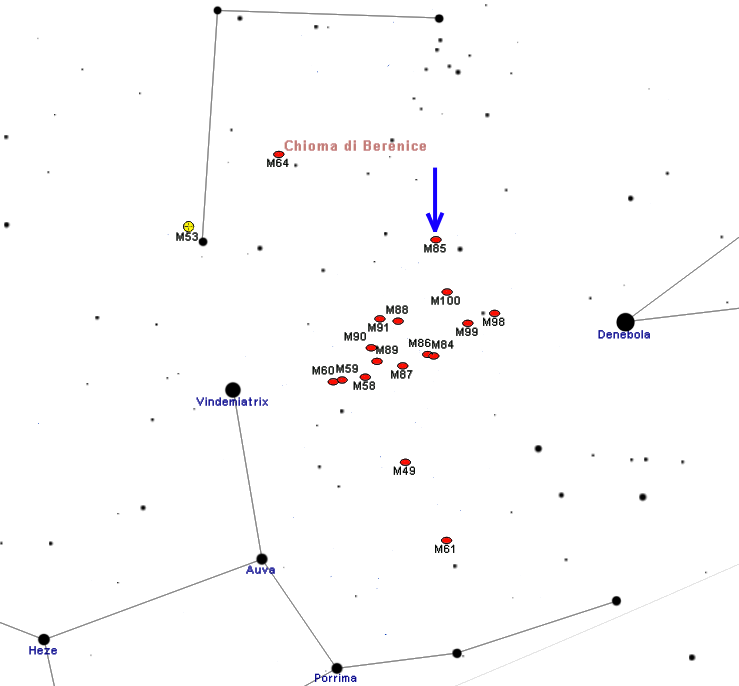
خريطة M85

ويبدو أنه يوجد مفاعلة وتتداخل بين م85 والمجرة الحلزونية القريبة منه NGC 4394 ومجرة إهليجية صغيرة MCG 3-32-38.

## معرض صور

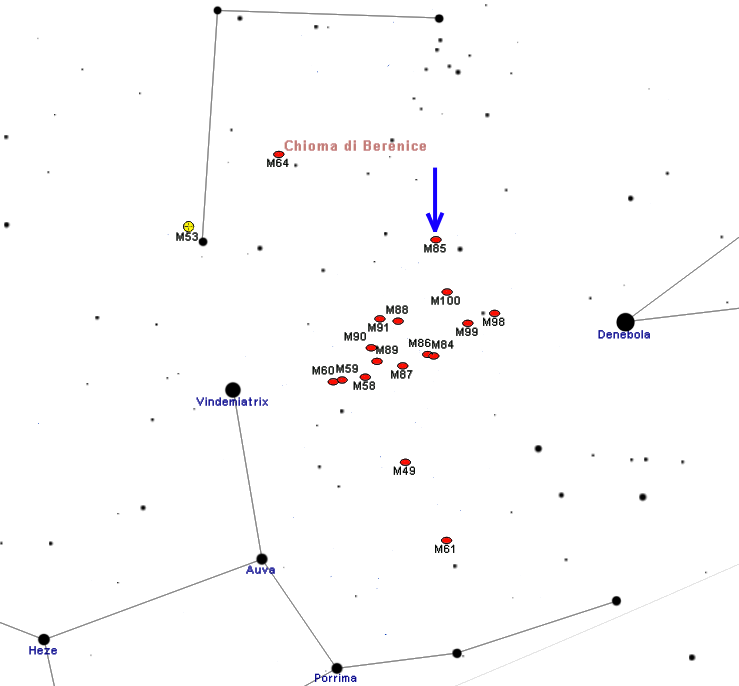
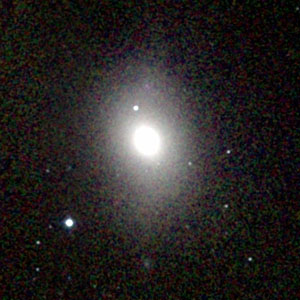
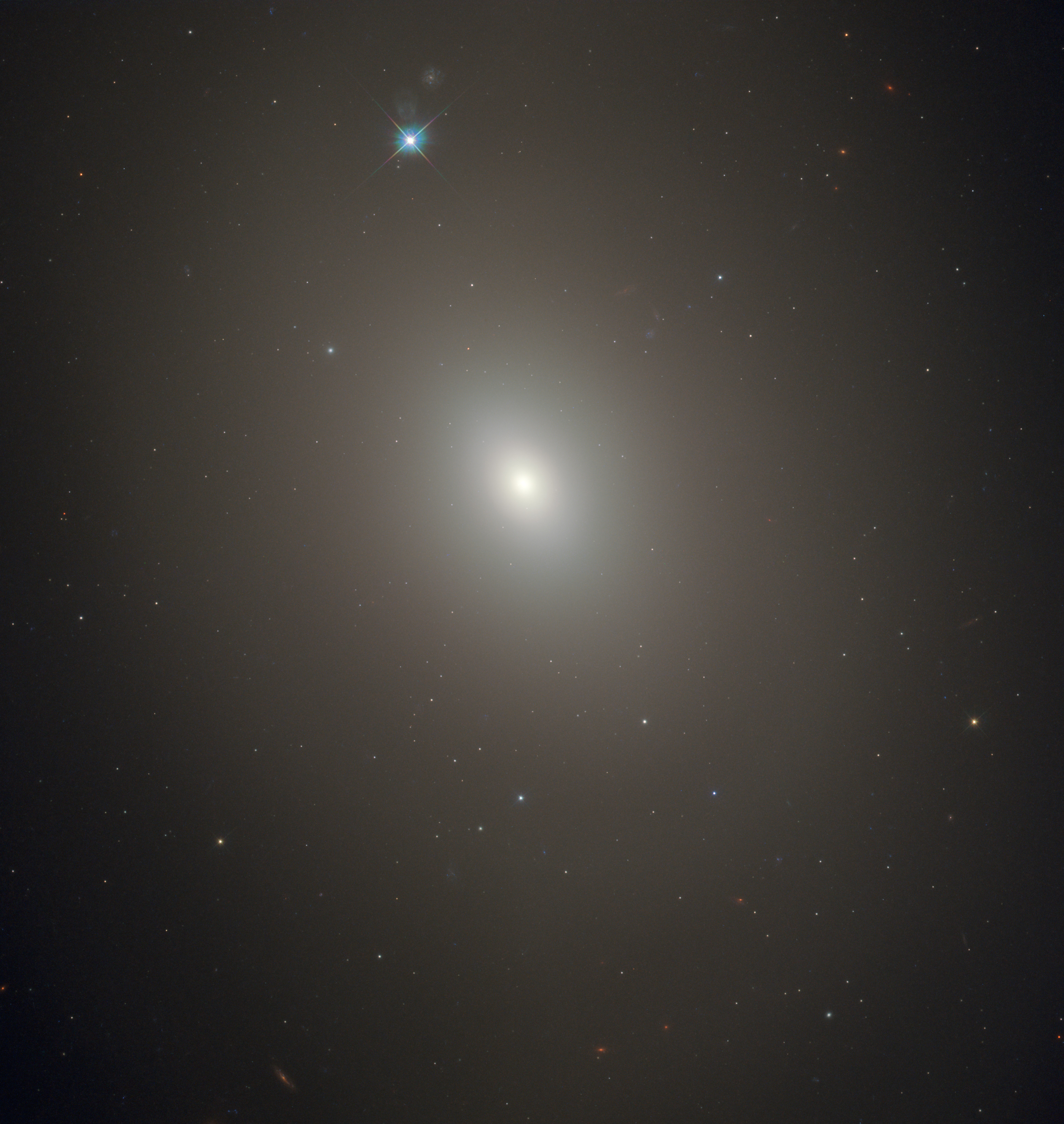

## اقرأ أيضا
- مجرة
- مجرة محدبة
- مجرة إهليجية
- مجرة حلزونية
- قزم أبيض
- عملاق أحمر
- نجم
- الانفجار العظيم
- خط زمني للانفجار العظيم
- نجم نيوتروني
- ثقب أسود

## وصلات خارجية
- موقع الكون

1. ↑  VizieR (بالإنجليزية), QID:Q1662358
2. ↑   http://haroldcorwin.net/rc3/rc39b.csv.gz. اطلع عليه بتاريخ 2018-12-28. {{استشهاد ويب}}: |url= بحاجة لعنوان (مساعدة) والوسيط |title= غير موجود أو فارغ (من ويكي بيانات) (مساعدة)
3. 1 2  "Messier 85" (بالإنجليزية). Retrieved 2018-07-17.
4. 1 2  ADELMAN-McCARTHY J. K. (2009). "The SDSS Photometric Catalog, Release 7". Q134234449 (بالإنجليزية). 2294: 0. Bibcode:2009yCat.2294....0A. QID:Q66371791.
5. ↑  "M85, Lenticular Galaxy". Messier's Nebulae and Star Clusters. مؤرشف من الأصل في 2016-03-03. اطلع عليه بتاريخ 2009-03-29.